# Электронные доски объявлений внебиржевого рынка США
Электронная доска объявлений внебиржевого рынка США (англ. Over-the-counter bulletin board, OTCBB) — торговля на электронных досках объявлений внебиржевого рынка США.
Существует с 1990 года. Принадлежит к т. н. неорганизованным внебиржевым рынкам (в отличие от регулируемого вторичного рынка ценных бумаг NASDAQ). Идея внебиржевой торговли состоит в прямых продажах ценных бумаг между двумя сторонами. Внебиржевой рынок — это вторичный нецентрализованный рынок ценных бумаг, на котором географически рассредоточенные дилеры связываются друг с другом по телефону или через компьютерную сеть.
В целом, OTCBB обеспечивает доступ к более 3 300 ценным бумагам. Особенностью является тот факт, что торговлю может осуществлять только зарегистрированный маркетмейкер (их насчитывается более 200). Главным отличием от другого вида неорганизованных внебиржевых рынков — розовых листов — в том, что компании OTCBB принадлежат к так называемым reporting companies, то есть они обязаны предоставлять регулярную отчетность в надзорные органы США, в том числе проводить аудит. Несмотря на финансовые затраты, связанные с подготовкой такой отчетности, данная особенность существенно принципиальна для компаний, желающих получить инвестиции. Инвесторы самостоятельно могут получить информацию о такой компании, не ожидая обращений к ним со стороны маркетмейкеров. Таким образом расширяется потенциальный рынок инвестиций.